# Kwiatoniów
Kwiatoniów (česky Blimsdorf, německy Blümsdorf) je ves v jižním Polsku, v Opolském vojvodství, v okrese Hlubčice, v gmině Hlubčice. V roce 2006 mělo sołectwo Kwiatoniów 100 obyvatel.

## Příroda
Ves leží v Opavské pahorkatině při hranicích s Českem. Vsí protéká Maciejowicki potok (česky Matějovický potok), pravý přítok Hrozové. Ves hraničí s Přírodním parkem Hlubčický les.